# Florent Piétrus
Pour les articles homonymes, voir Piétrus.
Florent Piétrus, né le 19 janvier 1981 aux Abymes en Guadeloupe, est un joueur français de basket-ball. Il évolue au poste d'intérieur. Avec l'équipe de France, il obtient quatre médailles lors de compétitions internationales, l'or au championnat d'Europe 2013, l'argent au championnat d'Europe 2011 et le bronze au championnat d'Europe 2005, et le bronze lors de la Coupe du monde 2014 en Espagne. En club, il débute avec Pau-Orthez avant de faire l'essentiel de sa carrière en Espagne puis de revenir en France, à Nancy puis Gravelines. Des titres de champion de France et de  champion d'Espagne figurent à son palmarès, ainsi qu'un titre européen, l'EuroCoupe 2010 avec Power Electronics Valencia.

## Biographie

### Carrière professionnelle
Florent Piétrus arrive au centre de formation de Pau-Orthez en compagnie de son frère Mickaël. Bien qu'étant l'aîné des deux frères, il a plus de mal à trouver sa place dans l'équipe-fanion que son frère cadet.
Il fait partie de la génération paloise qui, sous la conduite de Claude Bergeaud, remporte les titres 2001 et 2003 du championnat de France, échouant en finale contre l'ASVEL Villeurbanne en 2002. Après les départs de Boris Diaw et de son frère pour la NBA en 2003, il effectue une dernière saison à Pau, remportant son troisième titre de champion.
Désireux de progresser, il rejoint la ligue ACB avec Unicaja Malaga, pour y remporter la Coupe du Roi 2005. La saison suivante, il remporte avec ce dernier club le titre de champion d'Espagne. Il rejoint ensuite un autre club espagnol, Estudiantes Madrid. Puis en début de saison 2008-2009, il signe pour le club de Valencia Basket Club. Mais peu après son arrivée, l'entraîneur qui l'a recruté est remplacé. Son nouvel entraîneur lui laisse un faible temps de jeu, 16 minutes par rencontre en ligue ACB, temps durant lequel il apporte 3,6 points et 2,7 rebonds.
Après dix saisons passées dans le championnat espagnol, il signe au SLUC Nancy Basket (Pro A). Durant la saison 2013-2014, il forme avec l'américain  Randal Falker la meilleure paire d'intérieurs de Pro-A avec 6,7 rebonds de moyenne sur la saison régulière et 7,7 au cours des playoffs. Ce duo mène le club en demi-finale de Pro A à deux reprises en 2014 et 2015.
Le 2 juillet 2015, il déclare vouloir partir de Nancy du fait que le club ne souhaite pas le prolonger de deux saisons et ne lui offre pas de reconversion. Mais, le 6 juillet, il reste à Nancy pour sa dernière année de contrat.
Le 12 octobre 2016, il rejoint le BCM Gravelines-Dunkerque pour pallier la blessure de Fernando Raposo, indisponible pendant plusieurs semaines.
Il joue 3 mois aux Levallois Metropolitans au début de la saison 2017-2018 de Pro A, avant de rejoindre, jusqu'à la fin de la saison, la SIG Strasbourg en février 2018 pour pallier l'absence sur blessure de Louis Labeyrie,.
Début 2020, il rejoint le club d'Orléans en Jeep Elite (Pro A) et parvient à deux reprises, en marquant un panier dans les dernières secondes, à offrir deux victoires à son équipe.
Florent Piétrus annonce sa retraite professionnelle en septembre 2020. Pour la saison 2020-2021, il rejoint le club de Metz, qui évolue en 4e division.

### Sélection nationale
En Équipe de France, après la déception de l'EuroBasket 2003 entamé avec un rôle de favori et terminé à la 4e place, battue par une Italie largement battue en poule, il est l'un des hommes de base de la nouvelle équipe mise en place par Claude Bergeaud pour l'EuroBasket 2005. Sa défense et sa présence au rebond en font l'un des principaux artisans du succès dans le match couperet contre la Serbie-Monténégro qui joue à domicile. La France terminera finalement 3e, battu en demi-finale par la Grèce, futur champion, mais remplira son objectif initial de se qualifier pour les mondiaux 2006, remportant en prime la médaille de bronze.
Lors de ceux-ci, disputé au Japon, il termine deuxième marqueur avec 9,6 points et meilleur rebondeur (6,6 rebonds) d'une équipe de France privée de son meneur de jeu Tony Parker sur blessure. Malgré cette absence, les Français terminent à la cinquième place, battus par la Grèce 73 à 56. Lors du championnat d'Europe 2007, malgré une tendinite au genou qui le handicape, il occupe toujours une place importante dans le collectif de l'équipe de France, apportant 8,9 points et 3,7 rebonds. Cependant, la France échoue 75 à 71 en quart de finale face à la Russie, futur champion d'Europe, puis perd ses deux rencontres de classement pour terminer à la huitième place, ce qui la prive des prochains jeux olympiques et la condamne à passer par une phase de qualification en 2008 pour le championnat d'Europe 2009.
En 2008, Piétrus doit déclarer forfait lors de ces qualifications afin de soigner ses blessures récurrentes. Il retrouve la sélection française en 2009 pour disputer le tournoi additionnel de repêchage pour le championnat d'Europe.
En 2013, il fait partie de l'équipe de France qui remporte le championnat d'Europe 2013.
Le 16 mai 2014, il fait partie de la liste des vingt-quatre joueurs pré-sélectionnés pour la participation à la Coupe du monde 2014 en Espagne. L'équipe remporte la médaille de bronze.
Il termine sa carrière en équipe de France après une défaite 92-67 en quart de finale des Jeux olympiques de Rio en 2016 face à l'Espagne.
Lors de son assemblée générale en octobre 2016, il reçoit la médaille Robert Busnel, la plus haute distinction de la FFBB.

### Vie privée
Il a sorti son autobiographie, intitulée Je n'ai jamais été petit, en août 2014.

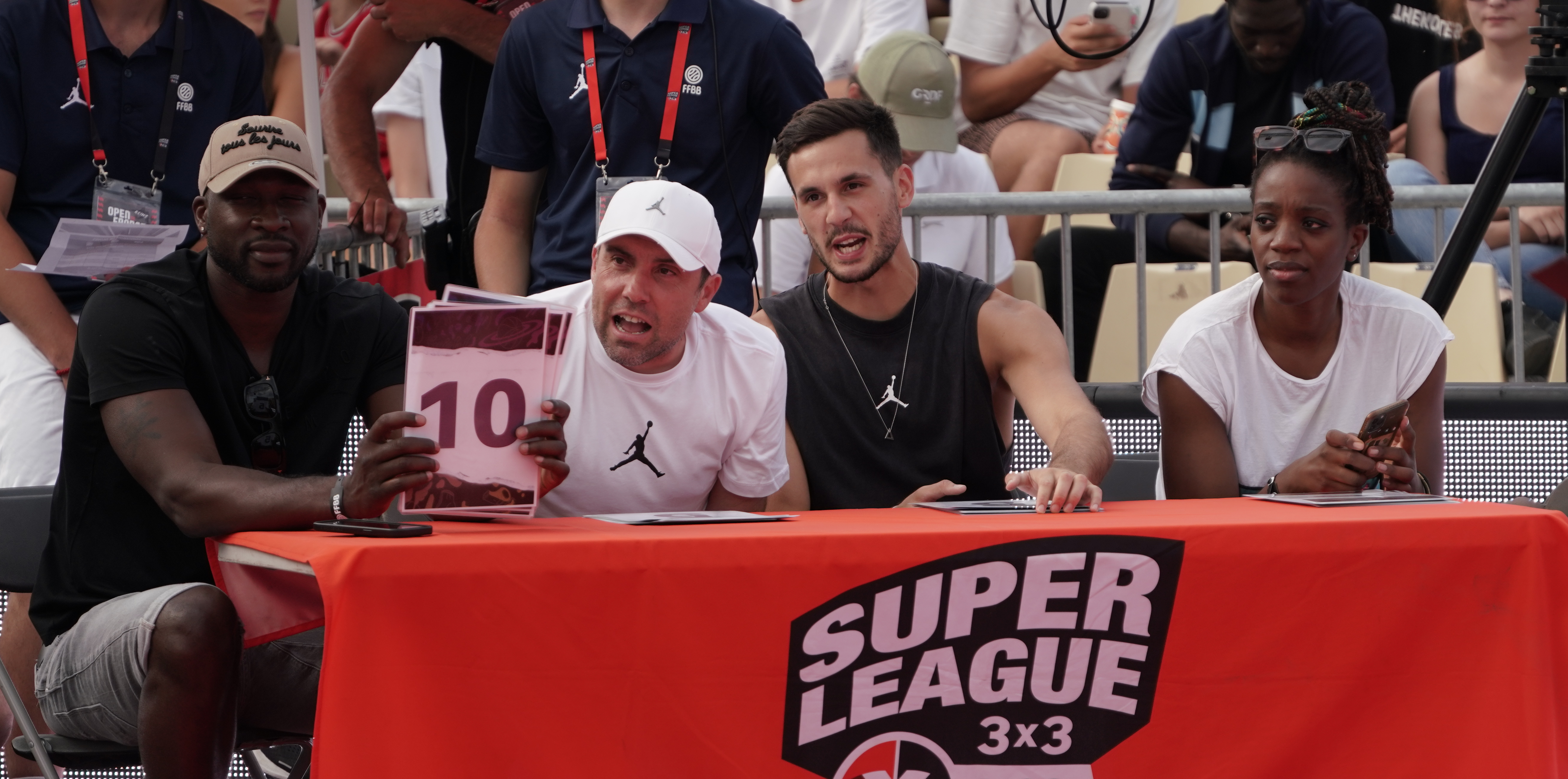
Jury de dunk avec Nwal-Endéné Miyem, Franck Seguela.

Il a un fils, Ilan, né le 20 juin 2005, qui joue meneur en équipe espoirs de la SIG de Strasbourg.
Il a une fille, prénommée Tayla.

## Clubs successifs
- 1997 - 2004 :  Élan Béarnais Pau-Orthez (Pro A)
- 2004 - 2007 :  Unicaja Malaga (Liga ACB)
- 2007 - 2008 :  Estudiantes Madrid (Liga ACB)
- 2008 - 2010 :  Valencia Basket Club (Liga ACB)
- 2010 - 2010 :  Saski Baskonia (Liga ACB)
- 2010 - 2013 :  Valencia Basket Club (Liga ACB)
- 2013 - 2016 :  SLUC Nancy (Pro A)
- 2016 - 2017 :  BCM Gravelines-Dunkerque (Pro A)
- 2017 :  Levallois Metropolitans (Pro A)
- 2018 :  SIG Strasbourg (Pro A)
- 2020 :  Orléans Loiret Basket (Jeep Élite)

## Palmarès

### En club
- Champion de France 2001, 2003 et 2004 avec Pau-Orthez
- Vainqueur de la Coupe de France 2002 2003 et 2018 avec Pau-Orthez et SIG Strasbourg en 2018 (Finaliste en 2001)
- Vainqueur de la Semaine des As 2003 avec Pau-Orthez
- Vainqueur de la Coupe du Roi 2005 avec Malaga
- Champion d'Espagne 2006 avec Malaga
- Vainqueur de EuroCoupe 2010 avec Power Electronics Valencia[9].

### Sélection nationale
Championnat du monde
- 5e du championnat du monde 2006
- Médaille de bronze à la coupe du monde 2014 en Espagne.

Championnat d'Europe
- 4e du championnat d'Europe 2003
- Médaille de bronze du championnat d'Europe 2005 en Serbie-et-Monténégro
- 8e du championnat d'Europe 2007
- Médaille d'argent du championnat d'Europe 2011 en Lituanie
- Médaille d'or au championnat d'Europe 2013 en Slovénie
- Médaille de bronze du championnat d'Europe 2015 en France

Compétitions de jeunes
- 4e du championnat d'Europe Cadets 1997

Autres
- Début en sélection A le 21 novembre 2001 à Chalon-sur-Saône contre la Hongrie
- Record de 27 points marqués face à l'Estonie le 27 novembre 2002

### Distinction personnelle
- Meilleur défenseur de Pro A: 2002, 2015
- Participation au All-Star Game LNB : 2001, 2002, 2013

## Sources